# Until the End of Time (2Pac-album)
Az Until the End of Time a harmadik olyan 2Pac stúdióalbum, mely posztumusz kiadásként született. A lemezen található számokat Shakur a Death Row kiadónál töltött 1 éve alatt rögzített, ám ahogy már megszokhattuk, új formában adták ki azokat. A számok nagy részét 2Pac élete alatti producere készítette, Johnny "J", de ugyanígy találhatunk QDIII-tól vagy épp DJ Quiktől is zenei közreműködést. Az Until the End of Time az első dupla lemez volt a kettőből, mely Tupac Death Rowos számait adta ki (a másik a Better Dayz volt, ami egy évvel később került kiadásra).

## Számok

### 1. CD
1. Ballad of a Dead Soulja közreműködik 6 Feet Deep (producer COLD 187um, eredeti verzió producere Johnny J)
2. Fuck Friendz közreműködik Tiffany Villarrea (producer QDIII, az eredeti verziónak is ő volt)
3. Lil' Homies (producer Johnny J, eredetinek is ő volt)
4. Let Em Have It közreműködik SKG & Honey (producer LT Hutton)
5. Good Life közreműködik Big Syke(Tupac Shakur|Thug Life/Outlawz Immortalz) & E.D.I.(Outlawz) (producer Mike Mosley, maradt az eredeti alap, csak E.D.I. rappelt fel új szöveget, Syke szövege 96-os)
6. Letter 2 My Unborn közreműködik Anthem & Tena Jones (4th Avenue Jones) (producer Trackmasters, eredetié Johnny J volt, a szám Michael Jackson (énekes, 1958–2009)|Michael Jackson - Liberian Girl című számának feldolgozása)
7. Breathin közreműködik Outlawz (producer Johnny J, az eredetié is ő volt)
8. Happy Home közreműködik Barbara Wilson, Tracy Hardin & Yusef Sharid (producer Jim Gettums, Dareen Vegas & Crooked I, az eredetié Johnny J volt)
9. All Out közreműködik Outlawz (producer Big Simon Says, eredetié Assassin volt)
10. Fuckin' Wit the Wrong Nigga (producer Tyrone Wrice aka Hurt Em Bad, azon kevés számok egyike amit az eredeti alappal adtak ki)
11. Thug n U Thug n Me [Remix] közreműködik Capucine, K-Ci & JoJo (producer Mimi's Music Man Productions, az eredetié Johnny J volt)
12. Everything They Owe közreműködik Timothy (producer Johnny J ahogy az eredetié is)
13. Until the End of Time közreműködik R.L. & Anthem (producer Trackmasters, az eredetié Johnny J volt)
14. M.O.B. közreműködik Outlawz (producer Ant Banks & Sonny B, eredeti verzióé Kurt Kobane Couthon)
15. World Wide Mob Figgaz közreműködik Outlawz & Ta'He (producer Johnny J, az eredetié is ő volt)

### 2. CD
1. Big Syke Interlude
2. My Closest Roaddogz
3. Niggaz Nature [Remix]
4. When Thugz Cry
5. U Don't Have 2 Worry
6. This Ain't Livin
7. Why U Turn on Me
8. Lastonesleft
9. Thug n U Thug n Me
10. Words 2 My First Born
11. Let 'Em Have It
12. Runnin' On E
13. When I Get Free
14. Until the End of Time [RP Remix]